# 吞噬作用

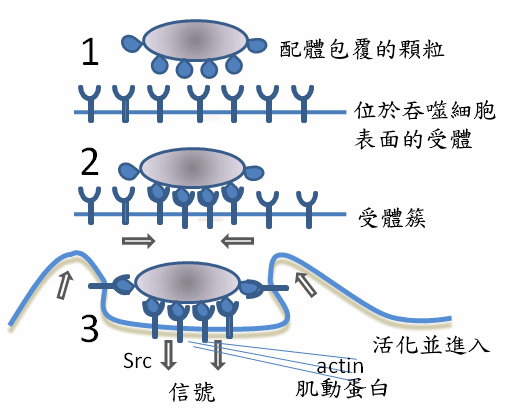
吞噬作用分为三步：
1. 吞噬细胞表面的受体没有与配体结合，未触发吞噬作用。
2. 配体与受体结合后，受体发生聚簇。
3. 吞噬作用被触发，微小颗粒被吞噬细胞吞食。

吞噬作用（英語：phagocytosis）亦称胞噬作用、吞食，是吞噬细胞和原生动物通过细胞膜从周围环境摄摄入颗粒物质（病原体、组织碎片、其他细胞、异物），并在其内部形成吞噬体的过程。在此过程中，细胞部分变形，使质膜凹陷或形成伪足将颗粒包裹摄入细胞。
吞噬作用是细胞内吞作用的特殊形式，是将周围环境中的固体颗粒例如细菌等通过小泡的形式吞食进入细胞内部，这点与吞饮外部液体的胞饮作用等内吞作用的其他形式相区分。对于一些细胞而言，吞噬作用是为了获取营养物质，而在免疫系统中，这一细胞机制更多地用于清理病原体和细胞碎片等。细菌、死亡的组织细胞以及矿物质微粒都可以成为被吞噬的对象。
对于单细胞生物而言，吞噬作用与进食活动是同源的，而对于除丝盘虫以外的多细胞生物而言，这一机制更多地服务于细胞碎片与病原体的清理，而非为细胞活动提供能量。

## 歷史
吞噬作用首先由加拿大醫生威廉·奧斯勒(1876)注意到，後來由伊利亞·梅契尼可夫（1880,1883）研究並命名。

## 免疫系统中的吞噬作用

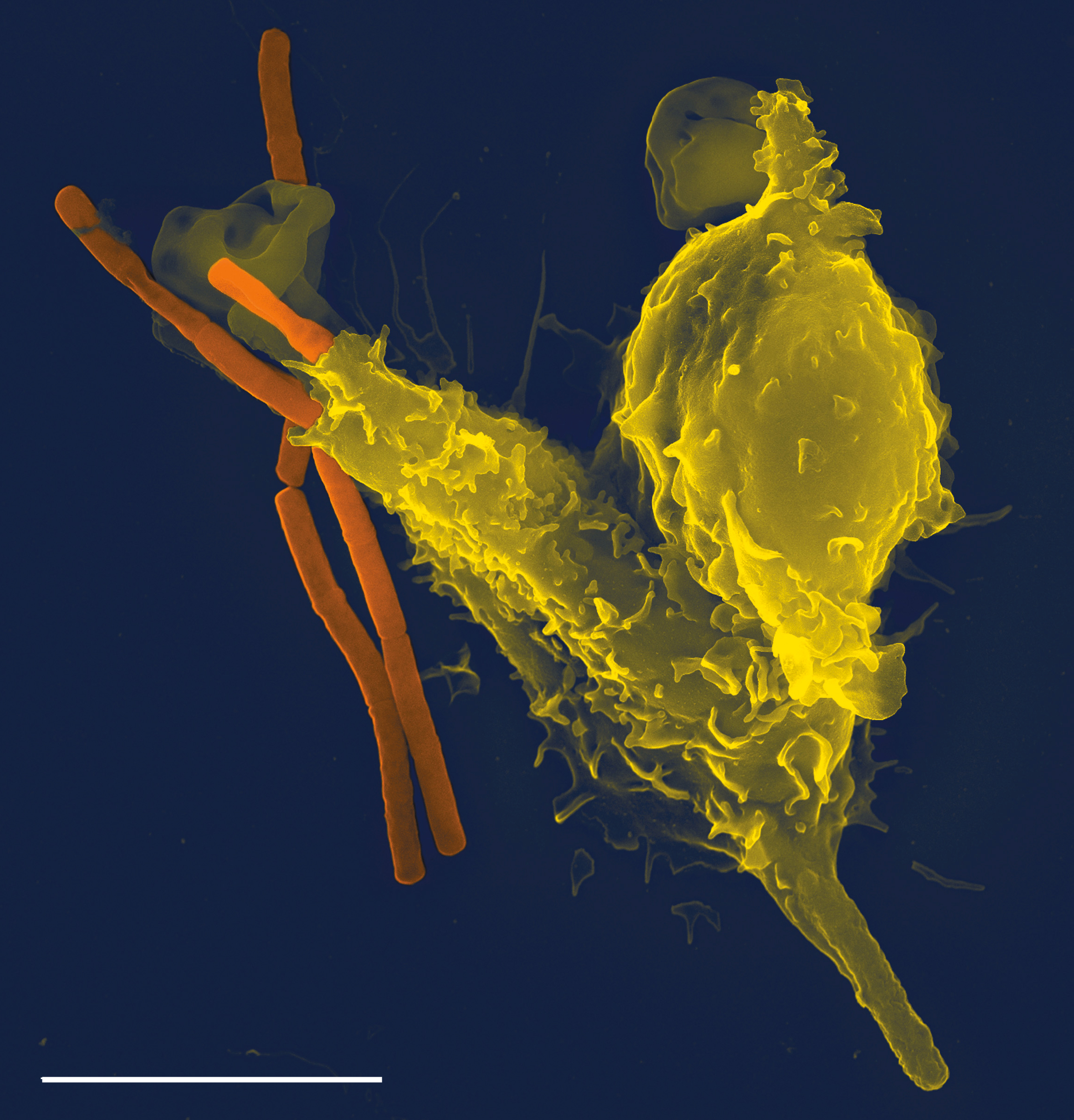
扫描电子显微镜下的吞噬细胞（右侧黄色）正在吞噬炭疽杆菌（Bacillus anthracis，左侧橙色）

哺乳类动物免疫细胞的吞噬作用是通过附着在病原相关分子模式（PAMPS）而启动的，并可以激活信号通路。例如和抗体等调理素可以作为附着点，并辅助吞噬细胞进行吞噬作用。
对外部颗粒的吞噬过程由肌凝蛋白-肌动蛋白收缩系统辅助完成，包裹有被吞噬颗粒的吞噬体之后会与溶酶体相融合，并逐渐降解。
降解过程可分为赖氧型和非赖氧型两类：
- 赖氧型降解需要还原性辅酶Ⅱ（NADPH）和活性氧类产物的参与。过氧化氢与髓过氧物酶会激活卤化系统，产生次氯酸盐并降解细菌[4]。
- 非赖氧型降解依赖于包含有蛋白水解酶例如防御素、溶菌酶和阳离子蛋白质等的微粒的释放，还有一些抗菌作用的肽类物质也包含在这些微粒当中，例如乳铁蛋白等，它们使得细菌所在的环境变得不适宜其生长。

除了吞噬细胞外，其它的一些细胞例如树突状细胞也可能参与到吞噬作用中来。

## 细胞凋亡中的吞噬作用
在细胞凋亡过程中，凋亡的细胞需要由巨噬细胞通过胞葬作用，使其被周围组织吸收。凋亡细胞的一明显特征是其细胞内的分子外翻到细胞外表面，例如钙网织蛋白、磷脂丝氨酸、膜联蛋白和氧化低密度脂蛋白等，这些分子会被巨噬细胞表面的特定受体所识别，抑或被一些可溶性受体（例如血小板反应蛋白1等）识别，而这些可溶性受体本身又与巨噬细胞表面的受体（例如受体）相连。
胞葬作用的失效会导致凋亡的细胞无法被正常清除，这通常情况下与巨噬细胞的吞噬作用机制受损有关，不断积累的凋亡细胞会导致自體免疫的紊乱，因此药理学上一般采用增强细胞吞噬作用的方法来治疗一些自體免疫紊乱。

## 原生生物的吞噬作用

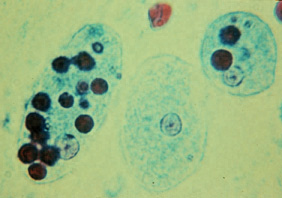
溶组织内阿米巴（Entamoeba histolytica）与其吞噬的尚未消化的红血球。

对于很多原生生物，细胞吞噬是一种从外界获取其所需部分或者全部营养物质的途径，这种途径叫做吞噬营养型，与渗透营养型相区分，后者是通过吸收而非吞噬的方法获取营养物质。
- 一些原生生物，例如变形虫，会伸出伪足来从周围环境中吞噬目标颗粒，这与其它动物体内的吞噬细胞类似。在人体中，溶组织内阿米巴可以吞噬红血球[10]，这一过程也被称为噬红细胞作用，也是唯一被认可的用于区别溶组织内阿米巴与其它非侵害型的内阿米巴属生物（例如）的方法[11]。
- 纤毛虫也能够进行吞噬作用[12]。在纤毛虫口沟末端存在一个椭圆形小孔，在这里会发生吞噬作用，这个结构通常被叫做胞口或口。

通过吞噬作用产生的吞噬体会与包含多种消化酶的溶酶体融合在一起，形成吞噬溶酶体。食物颗粒会被消化，营养物质会被输送到细胞质基质中以供给其它新陈代谢过程使用。
兼养微生物可以同时通过吞噬作用和光合作用来获得营养。

## 外部連接
- 醫學主題詞表（MeSH）：Phagocytosis